# ウィスター研究所

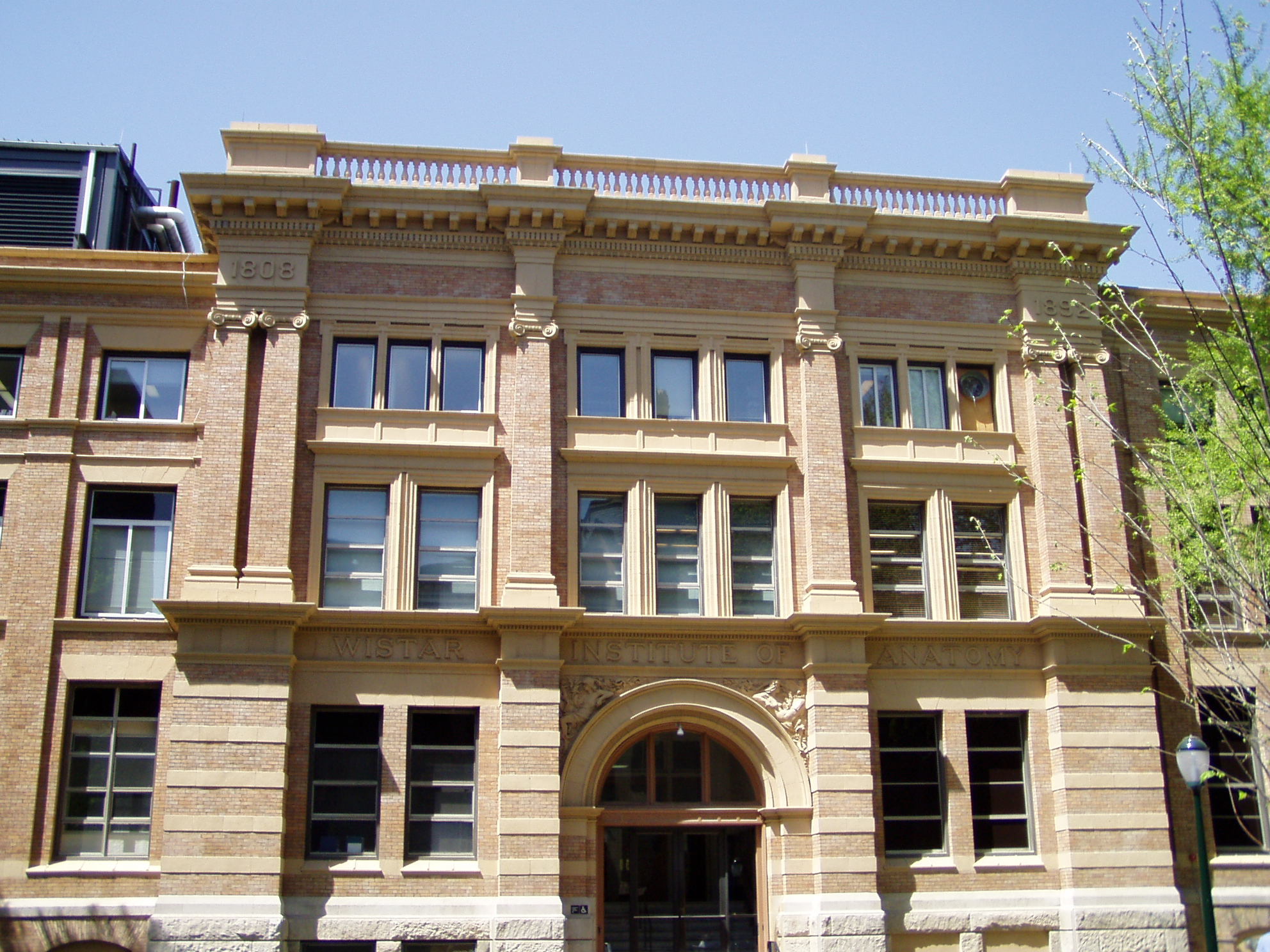
最初の研究所の建物

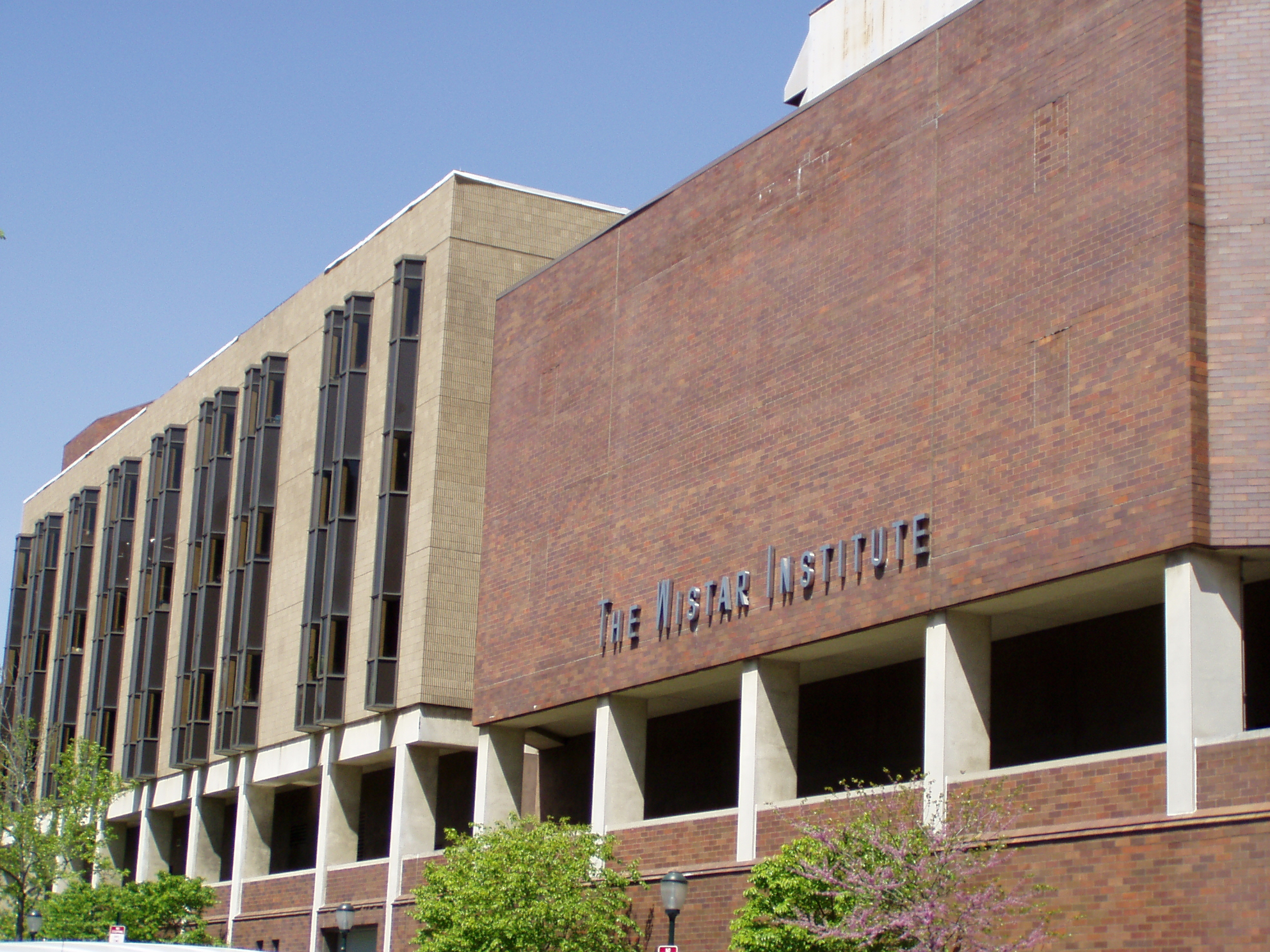
増設された研究施設

ウィスター研究所(Wistar Institute)はアメリカ合衆国のペンシルベニア州、フィラデルフィアにある医学の研究所である。ペンシルベニア大学のキャンパス内にある。がん、心臓血管疾患、自己免疫疾患、感染症などの疾患の原因や治療法を発見してきたことで知られる。研究所の名前は医師のキャスパー・ウィスター(Caspar Wistar)から名付けられ、1892年に創立された。この種の研究所としては、アメリカで最初に設立されたものである。現在は国立がん研究所に指定されている。狂犬病、風疹などに対するワクチンの開発を行い、乳癌、肺癌、前立腺癌と関連する遺伝子の同定やモノクローナル抗体の開発などの重要な研究成果をあげている。
医学研究に広く用いられる実験動物のウィスター・ラットは1906年からラットの標準化のためにウィスター研究所で選別されたラットの子孫である。